# Gymnothorax hubbsi
Gymnothorax hubbsi es una especie de pez de la familia de los morénidas en el orden de los Anguilliformes.

## Morfología
Los machos pueden llegar a alcanzar los 30 cm de longitud total.

## Distribución geográfica
Se encuentra al este de Florida, las Bahamas y Cuba.